# Ivan Söderberg
Ivan Söderberg, född 16 augusti 1906, död 10 oktober 1947, var en svensk kompositör och musiklärare.
Han var även verksam under pseudonymen Ivan Ibart.

## Filmmusik
- 1941 – Spökreportern
- 1941 – Magistrarna på sommarlov
- 1942 – Vårat gäng
- 1942 – En sjöman i frack